# 恰馬什

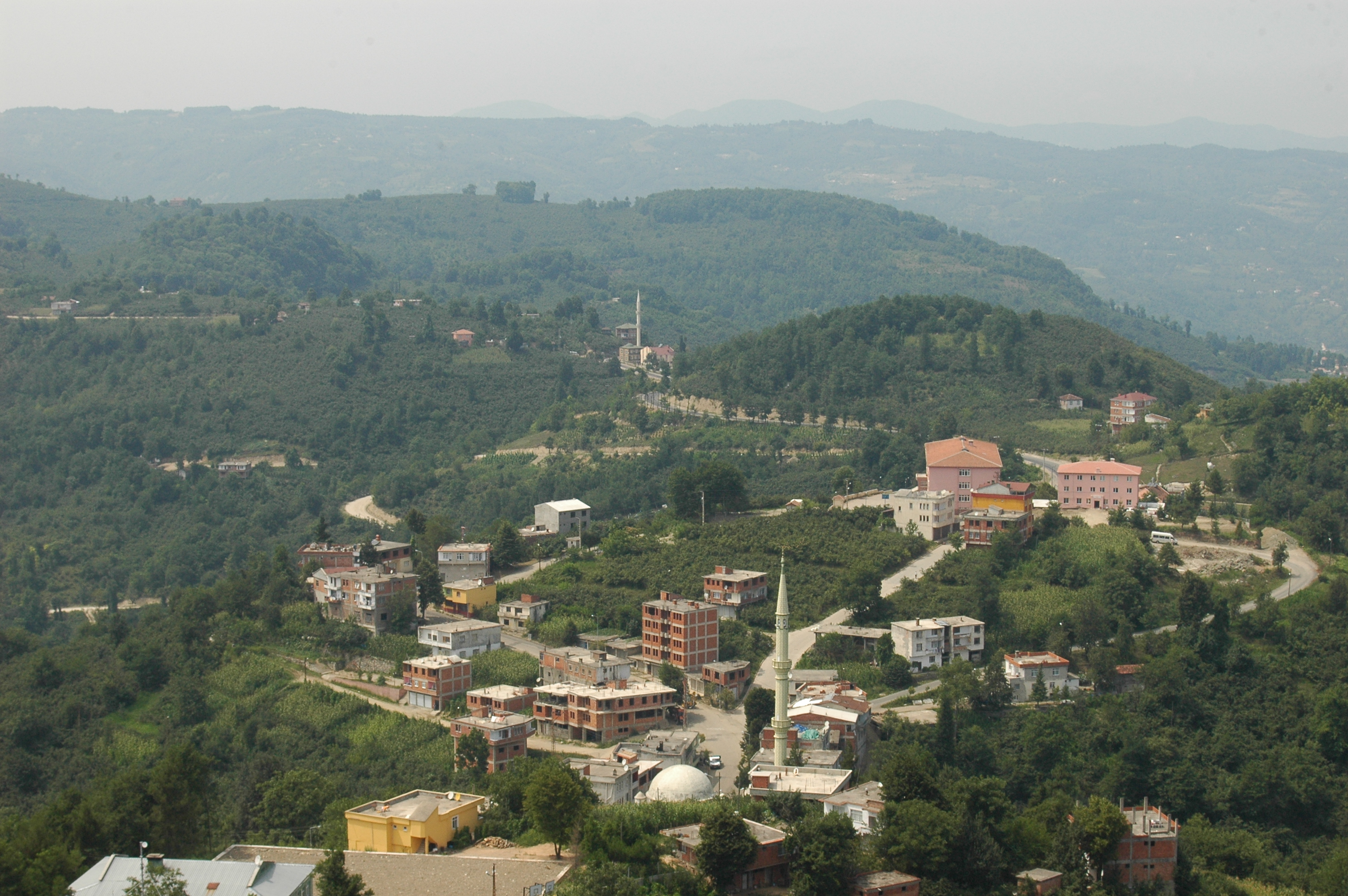

恰馬什是土耳其的城鎮，由奧爾杜省負責管轄，位於該國北部，距離黑海20公里，面積91平方公里，海拔高度507米，主要經濟活動是農業，2011年人口8,208。

## 外部連結
- District governor's official website （页面存档备份，存于） （土耳其文）
- Road map of Çamaş and environs

40°54′47″N 37°31′01″E / 40.91306°N 37.51694°E